# Jeumont
Jeumont är en kommun i departementet Nord i regionen Hauts-de-France i norra Frankrike. Kommunen ligger i kantonen Maubeuge-Nord som tillhör arrondissementet Avesnes-sur-Helpe. År 2022 hade Jeumont 10 273 invånare.

## Befolkningsutveckling
Antalet invånare i kommunen Jeumont
| Referens: INSEE |